# 天姫あめ
天姫あめ（てんきあめ、1986年7月8日 - ）は、日本のゲームクリエイター、シナリオライター、脚本家、ノベル作家。現在はあるてみす。(ARTEMIS.)に所属。大阪府出身。

## 人物
- 出世作となった『姉SUMMER!』の原画を担当したすめらぎ琥珀いわく「ドS」。
- 実際に姉がおり、姉ゲーやエロゲーを作っていることがバレている。
- 出演するラジオ番組を持っていた希なシナリオライターでもある。

## 主な作品

### PCゲーム
- 姉SUMMER!（あるてみす。、2008年8月15日）（企画、シナリオ）
- 姉SUMMER!2（あるてみす。、2009年8月14日）（企画、シナリオ）
- あいすのっ!（あるてみす。、2009年12月25日）（シナリオ）
- 姉婚（あるてみす。、2010年8月14日）（企画、シナリオ）
- 姉SUMMER! Festival（あるてみす。、2011年2月25日）（企画、シナリオ）
- 二刀追うものは一刀も得ず（あるてみす。、2011年4月16日）（企画、シナリオ）
- 診断の結果、それは恋の病です（あるてみす。、2012年4月13日）（企画、シナリオ）

### ドラマCD
- ARTEMIS.Special Sound（出演：水瀬沙季・ねこまろ・榊木春乃）

### Webラジオ
- あるてみすらじお（パーソナリティ）

### 書籍
- 姉SUMMER!（ぷちぱら文庫、パラダイム）
- 初恋相手が弟だけど、お姉ちゃんはヘンじゃありません!（ぷちぱら文庫、パラダイム）